# Cristine Guinamand
Cristine Guinamand, née en 1974 à Yssingeaux (Haute-Loire), est une peintre française qui pratique également le dessin, la sculpture, l'estampe (lithographie).
Elle vit et travaille en Auvergne.

## Biographie artistique
La biographie artistique de Cristine Guinamand pourrait commencer en 2001, année où, après qu'un incendie a détruit son atelier et tout son travail des années antérieures, et l'a, également, sérieusement blessée, elle repart en quelque sorte de zéro. Auparavant, après des études à l'école régionale des beaux-arts de Saint-Étienne, où elle a obtenu un diplôme national supérieur d’expression plastique ainsi qu'un diplôme national d’arts plastiques, elle a séjourné, en 1997, à l’école des beaux-arts de Porto, dans le cadre d'un échange Erasmus.
D'abord connue pour sa peinture, Cristine Guinamand a toujours travaillé toutes sortes de matériaux : elle pratique le dessin et, à l’occasion, la gravure, fait de la broderie, réalise des installations, des « reliquaires », des sculptures, voire des « machines »… Mais « ses recherches débordent le cadre technique et elle aime être libre d’aller et venir entre les matériaux » : « La coupe et le débitage des surfaces sont pour [elle] un moyen de contrarier la virtuosité du geste et l’épanchement facile. »

« C’est […] à la ferme que Cristine fit ses premières armes de peintre » écrit Louis Bernard. Il poursuit : « […] à la ferme, les mains travaillent – la tête aussi ! On s’endurcit et s’assouplit à la fois, en passant d’une tâche à l’autre ; les doigts s’agitent, on affûte, "daille", "chapuse" […]. C’est peut-être de cette diversité que lui vint sa propension à enfreindre les règles contraignantes de la peinture, à transgresser les usages. Peut-être aussi de ces outils en rondes bosses que lui vint son goût pour les "Reliefs". Car Cristine ne se sent liée par aucune des contraintes de son art, ni par le support, ni par l’obligation de planéité, ni par la forme même des contours ou des châssis. »

Participant d'un renouveau en France de la peinture — et notamment figurative — avec une génération d'artistes qui ont commencé leur carrière au tournant des XXe et XXIe siècles, Cristine Guinamand a exposé dans plusieurs manifestations mettant en valeur ces peintres et dessinateurs. Ce fut le cas en 2010-2012 avec « La belle peinture est derrière nous », présentée en France et en Turquie, ainsi que, en 2023, avec « Immortelle. La vitalité de la jeune peinture figurative française ». À propos de cette dernière exposition au MO.CO. de Montpellier, Numa Hambursin déclare dans Art Press : « La distinction entre abstraction et figuration est artificielle. Les œuvres de Cristine Guinamand sont figuratives mais des morceaux entiers de tableaux ne sont pas de la figuration. » Et, à la question « Comment la peinture est-elle devenue votre médium de prédilection ? », l'artiste répond : 

« […] L'application des couleurs à l'huile sur la toile, parfois sur des supports hétéroclites, est une fête solitaire qui se transforme en partages, échappées ou cauchemars dans lesquels le temps semble arrêté. »

### Thématiques
Dans son œuvre, que ce soient des peintures, avec ou sans collages, des dessins, des sculptures ou des constructions diverses (série des « Théâtres » en 2012 ou des « Hangars » en 2012-2013), Cristine Guinamand ne cesse de mettre en scène « les thèmes de la vie et de la mort, et des actes qui s’y rattachent symboliquement : le sexe et ses pulsions, la défécation, le voyage… » Cette imagerie mélange à la fois les figures classiques du fantastique — squelettes, apparitions, monstres divers, feux follets, pendus, revenants lubriques… — et des ébauches de paysages, le plus souvent déserts et menaçants — bord de l’eau, coins perdus de montagne ou de forêt, taillis d'arbres désolés. Ces lieux ne sont pas sans rapport avec ceux de son enfance dans la campagne de Haute-Loire, et plusieurs de ses œuvres y font plus ou moins explicitement référence (par exemple, À Échabrac, 2007).
Pour décrire ce travail et le lien entre la thématique des œuvres et la technique de l'artiste, Anne Malherbe écrit, dans sa présentation de l’exposition « Sortilège » à la fondation d'art contemporain Salomon : « Cristine Guinamand déverse sur la toile, dans une peinture fluide, posée avec urgence, un univers obscur de sorciers et d’ombres infernales. Visions nocturnes dans lesquelles on devine l’homme, redevenu bête, accomplissant des actes primitifs. L’artiste délivre dans une secousse des obsessions qui sont le fond inavouable de l’humanité. »

### Résidences
- 2007 et 2003 : Urdla[11], édition de lithographies.

## Commentaires
« On est face à ce qui semble être au premier abord […] de la peinture de chevalet raffinée (Gustave Moreau ?) ; mais en s'approchant, on se retrouve devant de l'expressionnisme presque abstrait, du Wols transfiguré. Le surréalisme et la peinture automatique ne sont pas loin, mais "aidés". C'est cette spontanéité formelle qui garantit la force et l'émotion de ces œuvres.
Dernier point : ces tableaux sont très beaux, et cela n'aurait aucun intérêt s'ils ne racontaient pas des horreurs. »

— Stéphane Pencréac'h, texte de présentation de « La mort qui tue »

« Dans ses tableaux au lyrisme flamboyant, Cristine Guinamand arrache aux limbes des fragments épars, pour tenter de reconstituer cette harmonie. Ses images hallucinées deviennent exutoire universel, exprimé par des couleurs sensuelles et juteuses. »

— Gérard Gamand, « L'âme de ombres ! », Azart, n° 38, mai-juin 2009

« La violence est […] plus formelle chez Cristine Guinamand, Ronan Barrot et Youcef Korichi, qui composent tous trois des scènes indéterminées, non manifestes, dont on ne peut affirmer avec précision ce qui s'y passe en raison d'un brouillage de l'image par le travail pictural (adjonction d'objets qui attaquent le support chez Guinamand, […]). »

— Richard Leydier, « La belle peinture est derrière nous », Art Press, n° 374, janvier 2011

« Labyrinthe est un mot qui revient souvent dans le vocabulaire de Cristine Guinamand. Il s’agit de labyrinthes de matières et de récits qui foisonnent dans l’univers de cette peintre […]. Car même si son univers est éloigné d’un Jackson Pollock, représentant encore des années plus tard l’exemple de l’artiste se jetant sur sa toile comme dans une arène, Cristine Guinamand s’attaque, avec ses outils, à l’huile. Elle l’empoigne, la découpe, la griffe, la gratte, la perce et y ajoute même des objets pour en accroître la tautologie. Ainsi dans son récit, la reproduction d’une porte est accentuée par l’ajout d’un encadrement, quand la matérialisation de la complexité de la pensée s’enrichit d’un puzzle collé sur la toile. »

— Marie Maertens, journaliste et critique d’art, 2012

« Dans l’univers de Guinamand, nous sommes loin de la condition paysanne de Millet. Son territoire, un socle rural peu complaisant s’organise, s’ouvre, se fissure. Subrepticement, un visage immobile nous regarde, frontal. La campagne dessine des silhouettes d’arbres morts, des ombres furtives, souvenirs évanescents, et l’agonie crépusculaire expulse des couleurs incandescentes, d’acides et de feux. 
[…]

L’énergie, la foi dans l’œuvre de Cristine Guinamand forgent le caractère trempé d’une peintre des plus croquantes du XXIe siècle. »

— Jean-Michel Marchais, 2014

## Expositions

### Expositions personnelles
- 2023 : « Pendant que les champs brûlent »[16], Greenhouse, Saint-Étienne
- 2022 : « Paradis perdus », vielle chapelle, La Chapelle-Villars
- 2020 : « Perturbations », galerie Giardi, Saint-Étienne
- 2019 : « Beauté et calamités », galerie municipale Julio-González, Arcueil ; catalogue préfacé par Paul Ardenne
- 2017 : « Sous le Soleil exactement », Vitrine régionale d'art contemporain (VRAC)[17], Millau
- 2016 : « ENFER et contre tous », galerie Henri Chartier hors les murs, Lyon
- 2014 :
  - « Du ciel pendent des cordes »[18], galerie Linz, Paris
  - « Ce serait du moins quelque chose »[19], galerie Le Réalgard, Saint-Étienne
- 2013 :
  - « Sur la terre comme en enfer », chez Danielle et Louis Bernard, Polignac (Haute-Loire)
  - « Espaces Intranquilles », galerie ALFA[20], Paris
  - « Hospitalité au désordre », centre d'art contemporain Aponia[21], Villiers-sur-Marne
- 2012 : « Heureux les fêlés car ils laisseront passer la lumière »[22], galerie Olivier Houg[23], Lyon
- 2010 : 
  - « Il fait rudement sombre », galerie Hambursin-Boisanté[24], Montpellier
  - « Démons et Merveilles », galerie Le Réalgar[25], Saint-Étienne
- 2009 : 
  - « Au ciel noir »[26], Trafic galerie, Paris
  - « Nous n'irons plus au bois », artroom O3, Thônes
  - « Mondes parallèles », centre culturel Valery-Larbaud, Vichy
- 2007 : « La mort qui tue », Trafic galerie[27], Ivry-sur-Seine
- 2003 : « Bourreaux & Co », galerie du Haut-Pavé, Paris

### Expositions collectives
- 2023 : « Immortelle. La vitalité de la jeune peinture figurative française »[28], commissariat de Numa Hambursin et Amélie Adamo, MO.CO., Montpellier
- 2022 :
  - « Secrets de fabrique. Un été contemporain »[29], musée Paul-Dini, Villefranche-sur-Saône
  - « Terre »[30] (Cristine Guinamand, peintre ; Claire Roger, céramiste ; Karinka Szabo-Detchart, plasticienne), Maison Galerie Laurence Pustetto, Libourne
- 2021-2022 : « Le musée fête ses 20 ans - Volet 2 » (Un regard sur la création en Auvergne et Rhône-Alpes, de 1800 à nos jours)[31], musée Paul-Dini, Villefranche-sur-Saône
- 2019 : 
  - Cristine Guinamand et Séverine Hubard[32], Les Quiconces-L'Espal, scène nationale du Mans
  - « Recueillir les histoires. Cristine Guinamand, Kamel Khélif, Sam Le Rol »[33], centre d'art contemporain de l'abbaye d'Auberive
- 2016 : 
  - « L’esprit singulier » (70 artistes & collection d’art populaire chinois), collection de l’abbaye d’Auberive, Halle Saint-Pierre, Paris
  - « Salo IV »[34], galerie 24Beaubourg, Paris
  - « La Force de la Peinture »[35], commissariat Athénaïs Rz, Caves de l’Hôtel de Ville et Galerie du Comble, Virton, Belgique
- 2015 : « Salo III »[36], Les Salaisons, Romainville
- 2013-2014 : « Extravaganza »[37], galerie Phantom Projects Contemporary[38], Marigny-le-Châtel
- 2013 : « Carte blanche à Christian Noorbergen »[39], galerie Schwab-Beaubourg[40], Paris
- 2012-2013 : « Dessin(s) »[41], carte blanche à Annick et Louis Doucet, commanderie des Templiers de la Villedieu, Élancourt
- 2012 : « The Eerie show! »[42], galerie Phantom Projects Contemporary, Paris
- 2011 : « Fais gaffe Bobby ! T'entends pas ? Y'a mes os sous le gravier »[43], galerie Le Réalgar, Saint-Étienne
- 2009 : 
  - « Inconscients ! Les artistes et la psychanalyse », galerie ALFA, Paris
  - « Sortilège »[44], Fondation d'art contemporain Salomon
- 2007 :
  - « Vengeances hâtives », Urdla, Centre international de l’estampe et du livre, Villeurbanne
  - Galerie du Haut-Pavé, Paris
- 2006 : 
  - URDLA 3D, Urdla
  - « Tout va bien », Trafic Galerie, Ivry-sur-Seine
- 2003 : 
  - « Prestige 20 », Urdla
  - « 50 ans, 50 œuvres », galerie du Haut-Pavé, Paris
- 2004 : « De rendez-vous en rendez-vous », galerie du Haut-Pavé, Paris
- 2002 : « Filofax, le Temps Maîtrisé », galerie Forêt Verte, Paris
- 2001 :
  - Expositions européennes du 46e Salon d'art contemporain de Montrouge :
    - Musée Amadeo de Souza-Cardoso, Portugal
    - Monastère de Sant Cugat del Valles, Catalogne
- 2000 : Galerie Pikinasso, Roanne
- 1999 : 
  - « Tons sur tons dans le vol des moucherons », école des mines de Saint-Étienne
  - 4e symposium des arts et de la jeunesse, musée des beaux-arts Joseph-Déchelette, Roanne (Loire)
  - Musée d’art et traditions populaires et d’art contemporain, Versilhac (Haute Loire)
- 1998 : « Quand le temps rencontre l’espace », la Serre, école supérieure art et design de Saint-Étienne
- 1997 : Exposition des boursiers Erasmus, Beaux-Arts de Porto

#### Exposition itinérante
- « La belle peinture est derrière nous »[45]
  - 2010: Sanat Limani-Antrepot 5, Istanbul (Turquie)
  - 2012 : Le Lieu unique[46], Nantes — Maribor, Slovénie

### Salons
- 2013 : Drawing Now Paris, Le Salon du dessin contemporain, Édition 7, Carrousel du Louvre, galerie Houg, Lyon, et galerie ALFA, Paris
- 2012 : Drawing Now Paris, Le Salon du dessin contemporain, Édition 6, Carrousel du Louvre, Olivier Houg Galerie, Lyon
- 2010 : Salon du dessin contemporain, Carrousel du Louvre, galerie Françoise Besson[47], Lyon
- 2008 : SLICK Paris
- 2007 : 1er Salon du dessin contemporain, Paris ; SLICK Paris ; ST’ART Strasbourg avec la Trafic Galerie
- 2006 : « H2O », 5e Salon d’art contemporain des jeunes créateurs de la ville de Vichy ; SLICK Paris ; ST’ART Strasbourg avec la Trafic Galerie
- 2005 : Jeune création 2005, Paris
- 2004 : « H2O », 4e Salon d’art contemporain des jeunes créateurs de la ville de Vichy
- 2001 : Salon de Montrouge

## Œuvres

### Dans des collections

#### Collections publiques
- Musée Paul-Dini, Villefranche-sur-Saône : Pluie noire[29], 2018, hst, 215 × 497 cm

#### Collections privées
- Centre d'art contemporain de l'abbaye d'Auberive, collection Volot[48]

### Sélection d'œuvres
Sélection issue des expositions personnelles
- La Fuite[50], hst[51], 150 × 80 cm
- À Échabrac[50], hst, 92 × 72 cm
- Pyrrha[50], hst, 162 × 97 cm
- Le Passeur[50], hst, 130 × 89 cm
- Le Fantôme[50], hst, 162 × 114 cm
- Au bord de l'eau[50], hst, 130 × 97 cm
- Cueilleur de pierres[50], hst, 162 × 97 cm
- Ça chauffe ![50], hst, 70 × 50 cm
- L'Ange bleu-vert[50], hst, 130 × 89 cm
- La Camarde[50], hst, 70 × 50 cm
- La Dompteuse de maléfices[52], hst, 130 × 89 cm
- Coupable d'obscurité[52], hst, 195 × 130 cm
- Amours vipériennes[52], hsp[53], 42 × 29,7 cm
- Forêt année zéro[52], hsb[54], 41 × 33 cm
- Visionnaire[52], hsp, 42 × 29,7 cm
- Dans l'obscurité des caves[52], hsp, 42 × 29,7 cm
- Les Possédés[52], hsp, 42 × 29,7 cm
- Témoignage rapporté par l'homme invisible[52], hsp, 42 × 29,7 cm
- La Légende contredite[52], hsp, 42 × 29,7 cm
- Pétrification[52], hsp, 42 × 29,7 cm
- La Prisonnière[52], hsp, 42 × 29,7 cm
- La Sorcière[52], hsp, 42 × 29,7 cm
- Le Sourcier[52], hsp, 42 × 29,7 cm
- Après l'angélus[52], huile sur assiette, diam. 23 cm
- Les braves gens ne courent pas les rues[52], hsp, 42 × 29,7 cm
- Quel est donc ce serpent qui siffle dans ma tête[52], hst, 195 × 130 cm
- Je m'en lave les mains[52], sculpture en savon, 7 × 7 × 8 cm

#### Séries
- « Paysages éclatés », 2011
- « Théâtres », 2012
- « Intérieurs »[55], 2012-2013
- « Hangars », 2012-2013
- « Perturbations », 2020-2022

## Éditions et publications
- 2019 : Hangars – Cristine Guinamand[8], avec un texte de Jean-Claude Volot, des extraits de lettres de poilus et un texte de l’artiste, Éditions de l’abbaye d’Auberive  (ISBN 978-2-918160-17-5)
- 2017 : Bruno Krebs, Dans les prairies d'asphodèle, dessins de Cristine Guinamand, éditions L'Atelier contemporain, Strasbourg
- 2014 :
  - Lionel Bourg, Ce serait du moins quelque chose, dessins de Cristine Guinamand, éditions Le Réalgar, Saint-Étienne
  - « Que lisez-vous ? » « Si hortum in bibliotheca deerit nihil » par Cristine Guinamand, revue L'Atelier contemporain, no 2, printemps
- 2008 : Figures Balzac : trente-six portraits de La Comédie humaine vus par trente-six artistes, collectif, éditions du Chemin de fer
- 2007 : Pierrette Fleutiaux, L’Os d’auroch, vu par Cristine Guinamand, éditions du Chemin de fer
- 2005 : La Mort, magazine Toc

#### Presse
- Art Press, no 325, juillet-août 2006
- Azart, hors-série no 10, novembre 2007
- Artension no 38, novembre-décembre 2007
- Azart, no 38, mai-juin 2009
- Art Press, no 356, mai 2009
- Le Monde, 4 avril 2009
- Artension no 119, mai-juin 2013
- Art Press, dossier « Une scène française. La peinture entre image et récit » avril 2023